# Allsvenskan 1938-1939
L'edizione 1938-39 del campionato di calcio svedese (Allsvenskan) vide la vittoria finale dell'Elfsborg.
Capocannoniere del torneo furono Yngve Lindegren (Örgryte IS), Ove Andersson (Malmö FF) e Erik Persson (AIK), con 16 reti.

## Classifica finale
|    | Classifica        | G  | V  | N | P  | GF | GS | Dif | Pt |
| -- | ----------------- | -- | -- | - | -- | -- | -- | --- | -- |
| 1  | Elfsborg          | 22 | 15 | 4 | 3  | 65 | 26 | +39 | 34 |
| 2  | AIK               | 22 | 11 | 3 | 8  | 49 | 34 | +15 | 25 |
| 3  | Malmö FF          | 22 | 9  | 7 | 6  | 30 | 29 | +1  | 25 |
| 4  | Landskrona BoIS   | 22 | 9  | 7 | 6  | 29 | 36 | -7  | 25 |
| 5  | Gårda BK          | 22 | 7  | 8 | 7  | 38 | 37 | +1  | 22 |
| 6  | Brage             | 22 | 6  | 9 | 7  | 33 | 38 | -5  | 21 |
| 7  | Sleipner          | 22 | 8  | 4 | 10 | 43 | 44 | -1  | 20 |
| 8  | Sandvikens IF     | 22 | 9  | 2 | 11 | 34 | 36 | -2  | 20 |
| 9  | Helsingborg       | 22 | 7  | 6 | 9  | 29 | 33 | -4  | 20 |
| 10 | Örgryte           | 22 | 8  | 3 | 11 | 39 | 43 | -4  | 19 |
| 11 | Degerfors         | 22 | 9  | 1 | 12 | 43 | 52 | -9  | 19 |
| 12 | Hallstahammars SK | 22 | 4  | 6 | 12 | 25 | 51 | -24 | 14 |

### Verdetti
- IF Elfsborg campione di Svezia 1938-39.
- Degerfors IF e Hallstahammars SK retrocesse in Division 2.